# Cathédrale de l'Intercession à Okhtyrka
Pour les articles homonymes, voir Cathédrale de l'Intercession.
L'église de l'Intercession, en ukrainien : Свято-Покровський кафедральний собор, est une église orthodoxe de Okhtyrka, aujourd'hui cathédrale du diocèse de Soumy de l'Église orthodoxe ukrainienne (patriarcat de Moscou). C'est un exemple remarquable de l'architecture de style baroque ukrainien du XVIIIe siècle.

## Historique
La ville a fait construire une cathédrale (1753-62), aurait été bâtie[pas clair] sur un plan de Bartolomeo Rastrelli par Dmitry Oukhtomsky. Son architecture singulière est dû à un décret impérial de Élisabeth Ire[style à revoir] sur le lieu de la découverte d'une icône miraculeuse de Marie. À côté se dresse l'église de la Nativité (1825), qui ressemble à un palais plus qu'à une église. Le clocher de la cathédrale est construit sur trois niveaux et orné de statues (1783). 
Elle comprend également le clocher de la  Présentation de 1784 et l'église de la Nativité bâtie en 1825. Elle a aussi porté le nom de cathédrale Pokrovski.

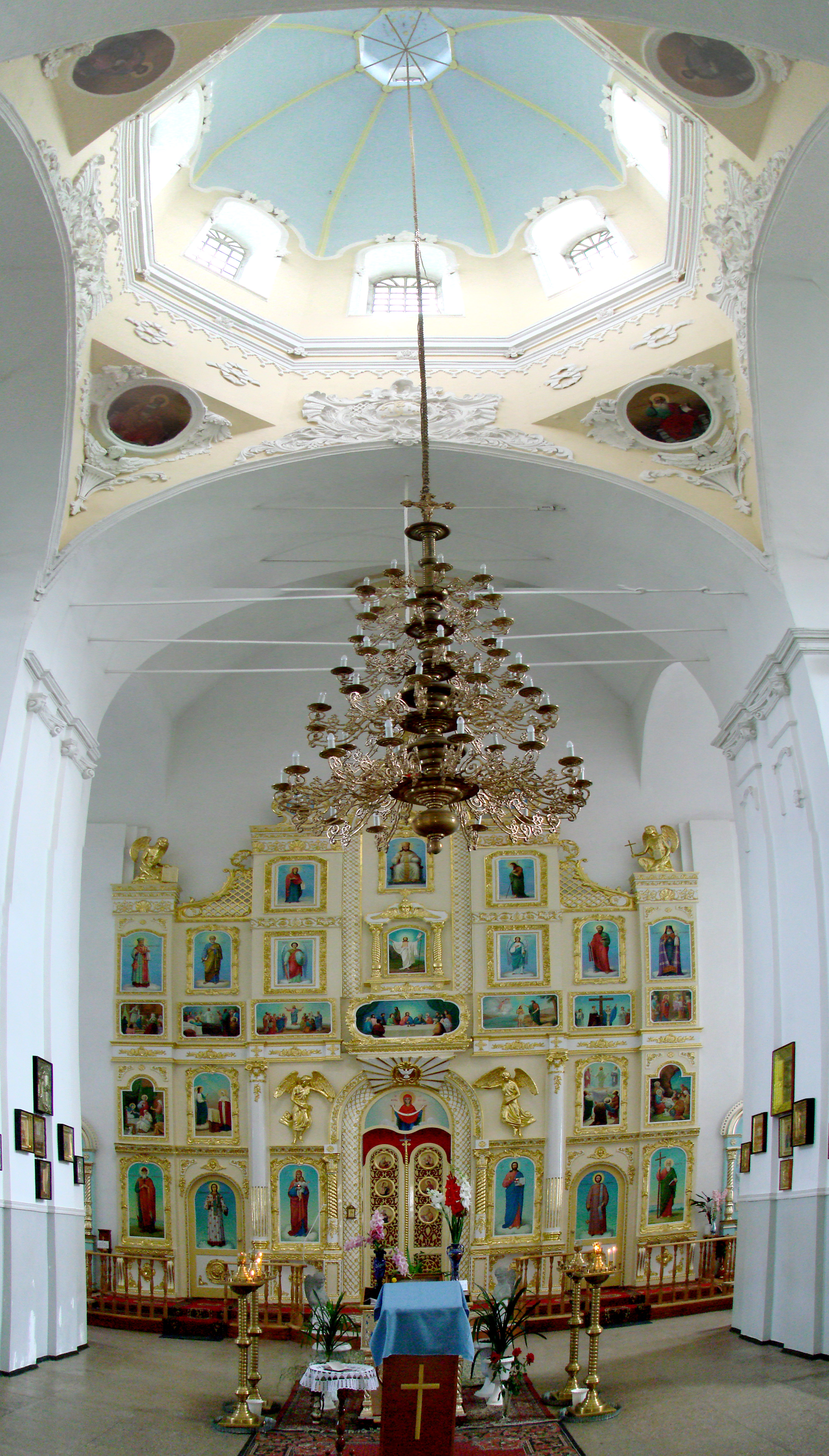
Son iconostase et une partie du dôme.
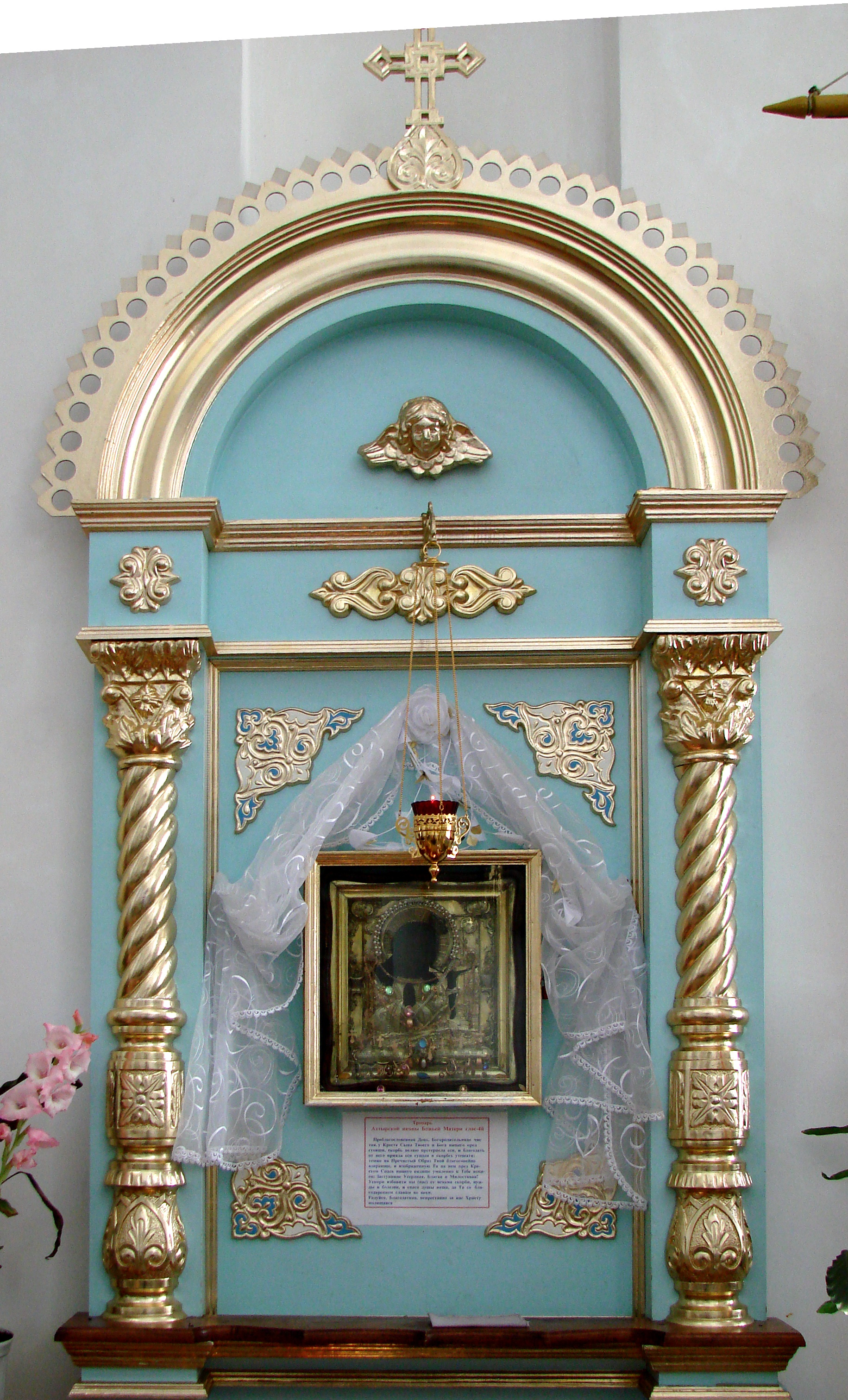
intérieur.
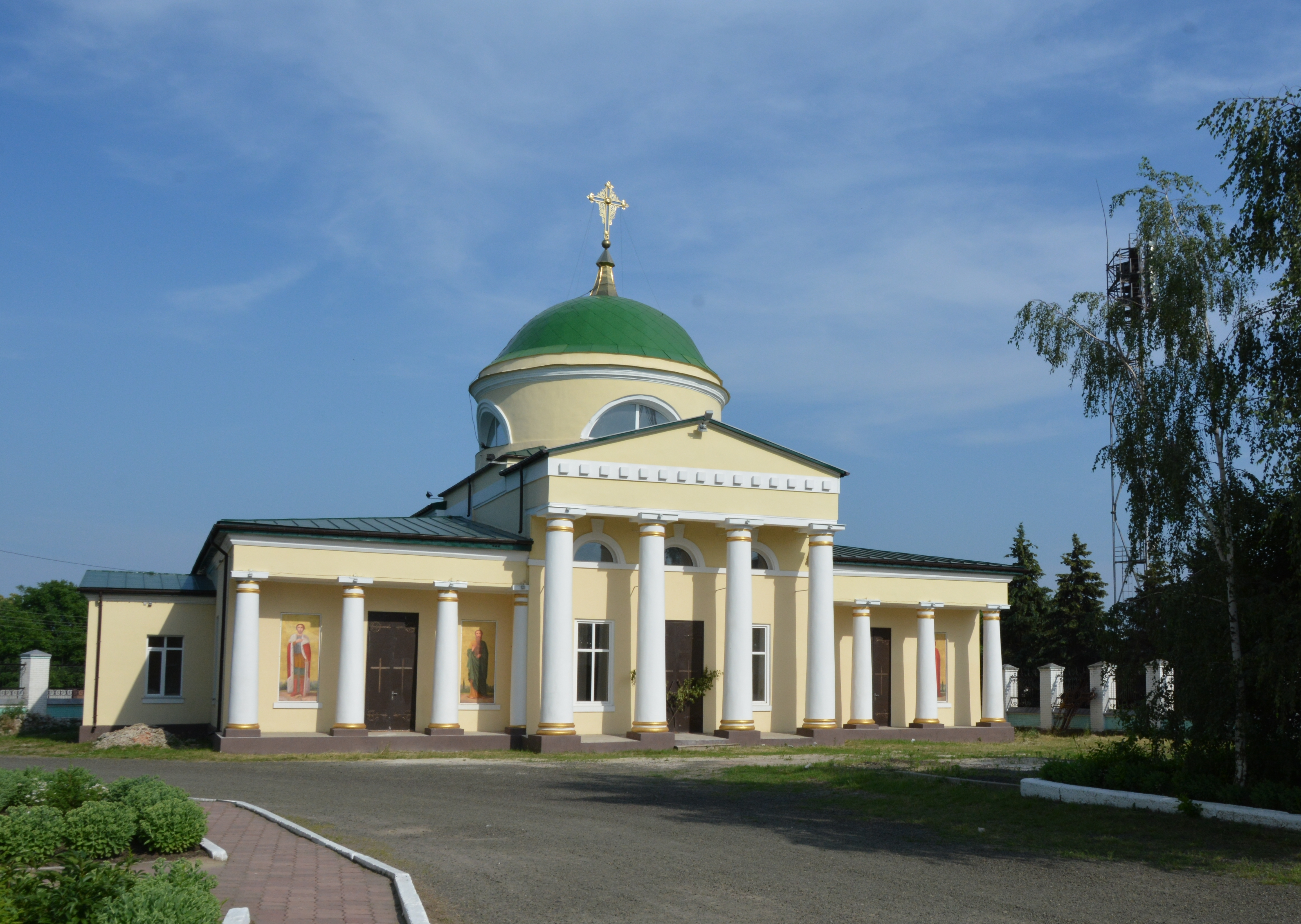
L'église de la Nativité.
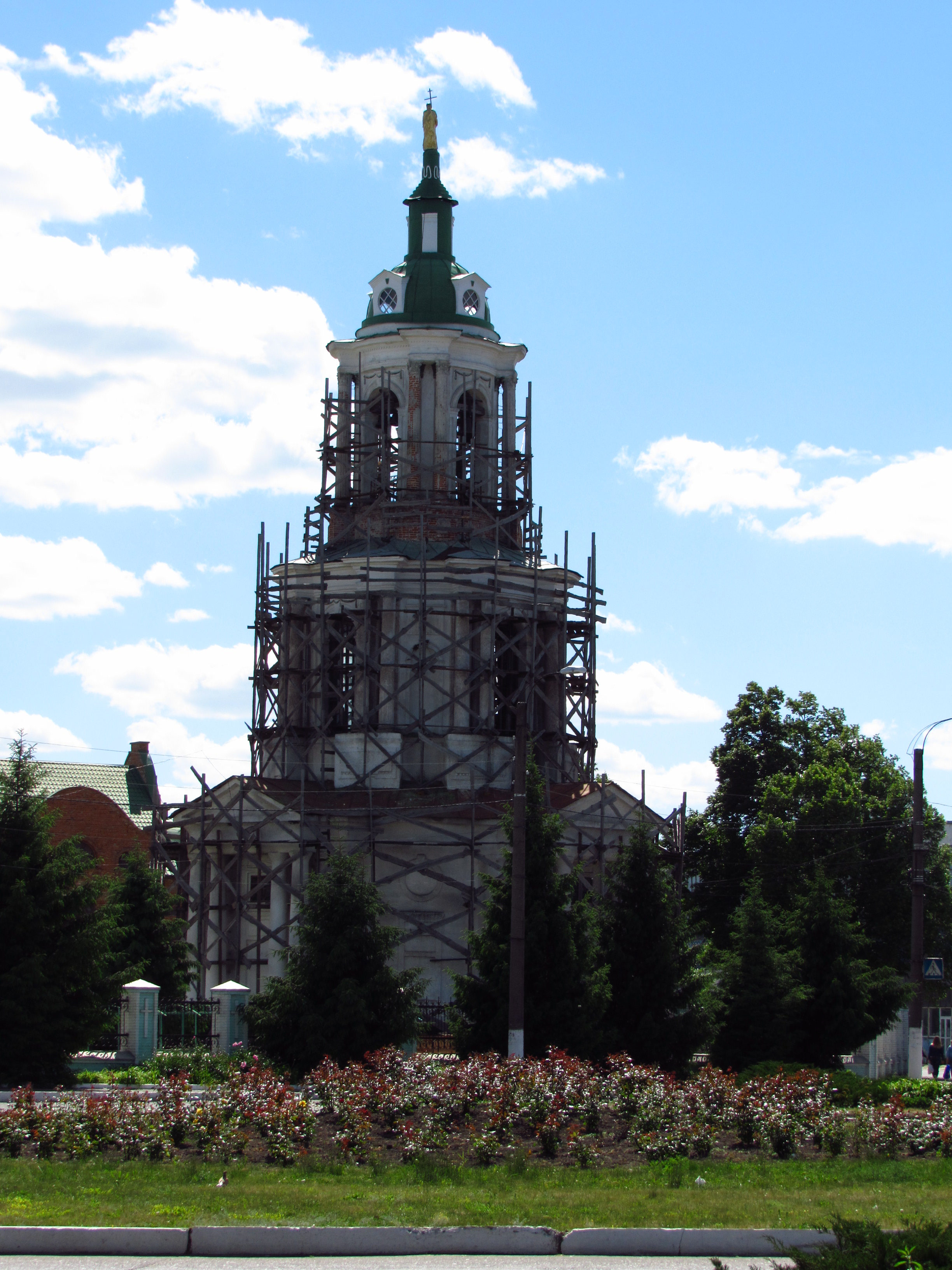
Son clocher classé[3].

## Personnalités liées
Le poète Pavlo Hrabovskyï y chantait dans les années 1870.